# Letters from Utopia
 Letters from Utopia  is het 14e studioalbum van de Nederlandse symfonische rockgroep Kayak. Tijdens de aansluitende tournee overleed Pim Koopman.

## Musici
- Ton Scherpenzeel - keyboards, achtergrondzang
- Pim Koopman - drum, keyboards, achtergrondzang, gitaar
- Edward Reekers - zang, keyboards
- Cindy Oudshoorn - zang
- Jan van Olffen - basgitaar
- Rob Vunderink - gitaar, zang
- Joost Vergoossen - gitaar, achtergrondzang

## Tracklist
| 1.                 | Rhea (T. Scherpenzeel)                      | 4:42 |
| 2.                 | Because I ... (P. Koopman)                  | 3:14 |
| 3.                 | Turbulence (T. Scherpenzeel)                | 3:52 |
| 4.                 | Before the angels fell (T. Scherpenzeel)    | 8:40 |
| 5.                 | Breaking the news (P. Koopman, E. Reekers)  | 3:54 |
| 6.                 | For all the wrong reasons (T. Scherpenzeel) | 4:13 |
| 7.                 | Under the radar (T. Scherpenzeel)           | 2:45 |
| 8.                 | Hard work (P. Koopman, C. Oudshoorn)        | 3:46 |
| 9.                 | Nobody wins (P. Koopman)                    | 4:57 |
| Totale duur: 40:03 |                                             |      |

| 1.                 | Circles in the sand (T. Scherpenzeel)             | 3:48 |
| 2.                 | Never was (T. Scherpenzeel)                       | 4:42 |
| 3.                 | Glass bottom boat (T. Scherpenzeel)               | 3:57 |
| 4.                 | Horror in action (E. Reekers)                     | 4:37 |
| 5.                 | A whisper (T. Scherpenzeel)                       | 4:02 |
| 6.                 | Parallel universe (T. Scherpenzeel)               | 4:08 |
| 7.                 | Let the record show (P. Koopman)                  | 4:03 |
| 8.                 | Brothers in rhyme (P. Koopman)                    | 4:41 |
| 9.                 | When the love has gone (T. Scherpenzeel)          | 4:11 |
| 10.                | Letters from Utopia (T. Scherpenzeel, I. Linders) | 4:42 |
| Totale duur: 42:51 |                                                   |      |

## Hitnotering
| "Letters from Utopia" in de Nederlandse Album Top 100 - binnen: 26-09-2009 | "Letters from Utopia" in de Nederlandse Album Top 100 - binnen: 26-09-2009 | "Letters from Utopia" in de Nederlandse Album Top 100 - binnen: 26-09-2009 | "Letters from Utopia" in de Nederlandse Album Top 100 - binnen: 26-09-2009 | "Letters from Utopia" in de Nederlandse Album Top 100 - binnen: 26-09-2009 | "Letters from Utopia" in de Nederlandse Album Top 100 - binnen: 26-09-2009 |
| Week                                                                       | 01                                                                         | 02                                                                         | 03                                                                         | 04                                                                         |                                                                            |
| -------------------------------------------------------------------------- | -------------------------------------------------------------------------- | -------------------------------------------------------------------------- | -------------------------------------------------------------------------- | -------------------------------------------------------------------------- | -------------------------------------------------------------------------- |
| Nummer                                                                     | 67                                                                         | 77                                                                         | 88                                                                         | 93                                                                         | uit                                                                        |